# 岡崎忠雄

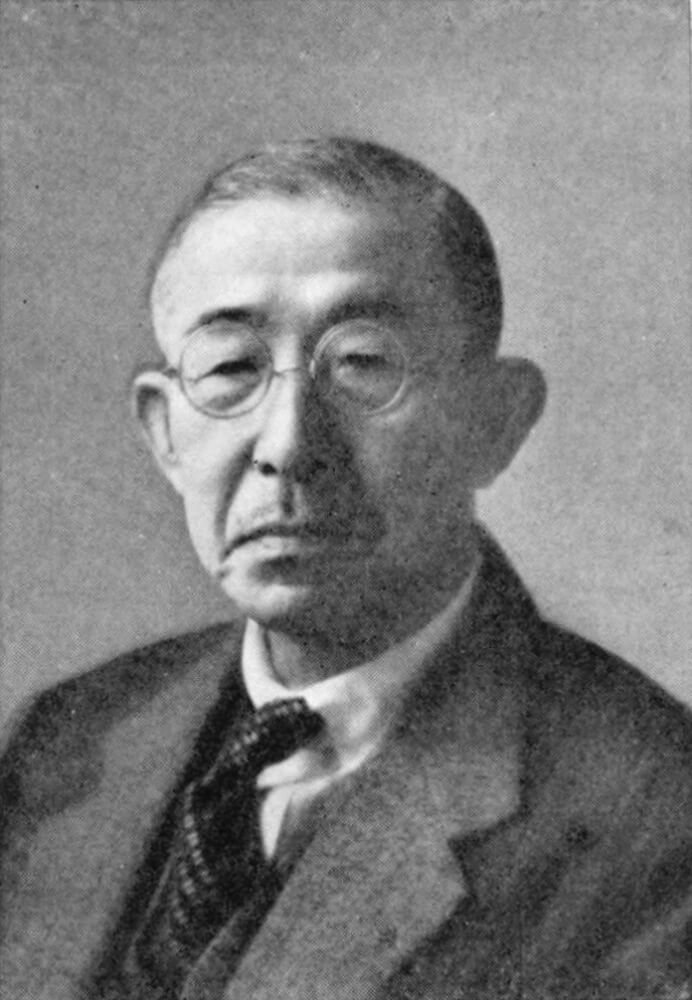
1953年撮影

岡崎 忠雄（おかざき ただお、1884年（明治17年）5月20日 - 1963年（昭和38年）5月1日）は、大正、昭和期の実業家、企業経営者。岡崎財閥の創業者で、神戸財界の雄と呼ばれた岡崎藤吉の婿養子。佐賀県出身。慶應義塾大学部理財科卒業。

## 来歴
岡崎財閥の創業者岡崎藤吉には男子がいなかったため、岡崎藤吉の兄である石丸忠英の息子・石丸忠雄を婿養子に迎えた。これが後の岡崎忠雄である。忠雄は大学卒業後、養父岡崎藤吉が設立した岡崎汽船で海運業に従事したが、一方で1913年（大正2年）7月、神戸財界の有力者によって内外ゴムが創業された際、出資者の一人として名を連ね、更には1917年（大正6年）5月、養父が神戸岡崎銀行を設立した際は、常務に就任するなど、若いうちから後継者として育てられた。
1927年（昭和2年）11月に養父が亡くなった後は、岡崎汽船をはじめ、神戸海上運送火災保険や神戸岡崎銀行などの岡崎家直系企業の社長や頭取を務め、1931年（昭和6年）にそれらの会社の持株会社である、合資会社岡崎総本店を設立して社長に就任、財閥の形態を取るに至った。1936年（昭和11年）12月に神戸岡崎銀行を中心にして、兵庫県内の7行が合併して神戸銀行が誕生した際には、会長に就任した。その間、1931年（昭和6年）1月に神戸商工会議所会頭に就任した。
神戸海上運送火災保険会長であった1944年（昭和19年）3月、同社が他社と合併して同和火災海上保険となった際には長男の岡崎真一を新社長に据え、1947年（昭和22年）1月に公職追放第二次追放により職務を追われた際には、銀行の経営を婿養子の岡崎忠（おかざき ちゅう）に委ね、保険を長男の真一に、銀行を婿養子の忠に移譲して二頭体制を取った。
戦後は、財閥解体を経て、岡崎汽船（岡崎本店汽船部）の業務を引き継いだ日豊海運会長や、その他岡崎家系列の企業の役員、ダイハツ工業取締役など、公職として経団連顧問、日経連顧問などを歴任した。